# Simon Duplay (révolutionnaire)
Cet article concerne le révolutionnaire. Pour son petit-fils, le chirurgien, voir Simon Duplay (chirurgien).
Pour les articles homonymes, voir Duplay, Simon Duplay et Jambe de bois (homonymie).
Simon Duplay, dit Duplay à la Jambe de bois, né le 16 juin 1774 à Saint-Didier et mort le 21 mars 1827 à Paris, est un menuisier et un révolutionnaire français. Il passe pour avoir été le secrétaire intime de Robespierre.

## Biographie
Neveu de Maurice Duplay, il vit et travaille chez son oncle, auprès duquel il a appris le métier. Engagé volontaire le 1er novembre 1791, il perd une jambe à Valmy. Réformé, il obtient un emploi de bureau à la gendarmerie, puis au Comité de salut public en prairial an II.
Le 14 thermidor, il est arrêté pour avoir protesté aux Jacobins contre l'arrestation de la famille Duplay, et est incarcéré au Plessis. Là, il fait la connaissance des chefs babouvistes (Gracchus Babeuf, Philippe Buonarroti...).
Entre le 12 ventôse et le 8 floréal l'an IV (1796), il dirige un journal destiné aux classes populaires, L'éclaireur du Peuple ou le Défenseur de vingt-quatre millions d'opprimés, sous le pseudonyme de Lalande ; celui-ci disparaît au bout de sept numéros.
En l'an V, il entre dans les bureaux de la Police générale dirigée par Joseph Fouché, où il demeure jusqu'à la Restauration.
Il est le grand-père d'Emmanuel Simon Duplay (1836-1924), chirurgien et membre de l'Académie de médecine, et l'arrière-grand-père de Maurice Duplay (1880-1978), homme de lettres et ami de Marcel Proust.